# 브룩클린의 아이들
《브룩클린의 아이들》(영어: The Lords of Flatbush, 화면에는 영어: The Lord's of Flatbush로 표현)은 미국에서 제작된 1974년 코미디 영화이다. 스티븐 F. 버로나와 마틴 데이비드슨이 공동 연출하였으며, 버로나는 제작에도 참여하였다. 실베스터 스탤론, 페리 킹 등이 출연하였다.

## 출연진
- 실베스터 스탤론
- 페리 킹
- 헨리 윙클러
- 폴 메이스
- 수전 블레이클리
- 마리아 스미스
- 러네이 패리스
- 폴 저바라
- 레이 샤키